# Dyreværnet
Dyreværnet (tidligere Dyreværnet - Foreningen til Værn for Værgeløse Dyr) er en af Danmarks ældste dyreværnsforeninger.
Foreningen blev stiftet 11. marts 1898, med det primære formål at komme de mange herreløse hunde i København til undsætning. I dag hjælper Dyreværnet, udover hunde, også katte, kaniner, marsvin og andre smådyr.
Dyreværnet samarbejder med Politi, som kan indlevere herreløse kæledyr til internatets akutafdeling hele døgnet og den løsning bliver brugt mere end 600 gange årligt. Desuden modtager Dyreværnet et stort antal dyr fra private, som af forskellige årsager ikke længere kan passe det pågældende dyr.
I dag (opdateret 2025) råder Dyreværnet over to internater - henholdsvis beliggende i Rødovre og Kolding.
Dyreværnets landsdækkende udrykningstjeneste henter årligt mere end 500 kæledyr fra dyreværnssager og hver dag modtager Dyreværnets udrykningsleder mellem 7-10 anmeldelser om misrøgtede dyr. Med dyreambulancer fordelt over hele Danmark (på nær Bornholm), kører Dyreværnet ud og redder misrøgtede kæledyr i hele landet.
Dyreværnet hjælper hvert år flere hundrede forsvundne dyr tilbage til deres ejere og formidler omkring 1.500 dyr videre til nye omsorgsfulde hjem hvert år. Foreningen har til formål at redde alle dyr, som kan reddes. Med en meget symbolsk støtte fra staten, er Dyreværnet dybt afhængig af hjælpen fra virksomheders og private, da det årligt koster over 20 mio. kr. at drive Dyreværnet.
I 2013, 2015, 2022 og 2023 sendte TV3 & Viaplay en TV-serie omhandlende Dyreværnets arbejde.  Serien opnåede stor popularitet og interesse for Dyreværnets arbejde, og på få år gik foreningen fra at have 2.000 følgere på Facebook til i dag at have over 290.000 følgere. 
I 2018 gav en privat donation Dyreværnet mulighed for at etablere en rullende dyreklinik, Frynseklinikken, som dækker hele Danmark. Formålet med initiativet er at hjælpe dårligt stillede danskere med dyrlægebehandlinger til deres dyr. [kilde mangler]

## Eksterne links
- Dyreværnets hjemmeside Arkiveret 9. februar 2006 hos  Wayback Machine
- Dyreværnets facebook: https://www.facebook.com/dyrevaernet.dk/ Arkiveret 16. december 2017 hos  Wayback Machine
- Seneste medlemsblad fra 2017: http://issuu.com/grafikeren.nu/docs/dyrevaernet_1-2017._til_bladre-pdfp?e=3458396/52211070 Arkiveret 7. maj 2022 hos  Wayback Machine